# Католицька церква в Єгипті
Като́лицька це́рква в Єги́пті — друга християнська конфесія Єгипту. Складова всесвітньої Католицької церкви, яку очолює на Землі римський папа. Керується конференцією єпископів. Станом на 2004 рік у країні нараховувалося близько 299 000 католиків (0,4% від усього населення). Існувало 12 діоцезій, які об'єднували 205 церковних парафій.  Кількість  священиків — 532 (з них представники секулярного духовенства — 205, члени чернечих організацій — 327), постійних дияконів — 0, монахів — 462, монахинь — 1323.

## Історія
На час розколу християнських церков у 1054 році єгипетські християни належали переважно до Коптської православної церкви та грецького православного Александрійського патріархату. Перші 12 католицьких місіонерів з ордену францисканців під керівництвом самого Франциска Ассизького прибули до Єгипту восени 1218 року вслід за військами П'ятого хрестового походу, що напередодні захопили місто Дамієтту. Звідти Франциск сподівався дістатися табору єгипетського султана Аль-Каміля та навернути його до християнства. Франциск дійсно проповідував султану та його оточенню впродовж двох місяців, але намарно. 5 листопада Дамієтта впала під натиском мамелюків, і Франциск поїхав до Єрусалиму, повернувшись звідти 1221 року до Італії.
Якщо спочатку католицька церква намагалася навернути до себе мусульман, то з XV століття розпочалися спроби переманити на свій бік православних. Коптські ієрархи були запрошені на Флорентійський собор у 1439 році. У 1560-1590-ті роки було декілька посольств єзуїтів до коптської церкви, але безуспішних. Однак у 1590 році коптський Папа Гавриїл III підписав документ про особисте підкорення коптської церкви Риму. Цьому слідували подальші обміни грамотами між двома церквами впродовж 1590-х років.
Натомість наступний коптський Папа Марк V був противником об'єднання з католиками. Тоді спеціальна місія капуцинів була надіслана до Каїру з метою повалити папу. 1607 року це їм вдалося, і новий папа Кирил 1608 року висловив своє прийняття римокатолицької віри.. 1622 року Папа Римський організував раду кардиналів, яка опікувалася надсиланням місії капуцинів для утвердження зв'язків з «розкольниками» коптами, а 1630 року ця місія вже активно працювала, намагаючись переконати настоятелів коптських монастирів перейти в католицизм. 1687 року Папа Римський виділив Єгипет у окрему апостольську префектуру.
17 травня 1839 року Єгипет було виділено в окремий вікаріат і вперше призначено постійного єпископа Перпетуо Гуаско. Цьому передувало переселення до Єгипту багатьох католиків з Італії, Іспанії, Мальти через скасування правителем Мухаммедом Алі податку на християн та підтримку торгівлі. Французький консул схиляв Мухаммеда Алі до католизації всіх коптів